# پرچنگک‌سانان
پرچنگک‌سانان (نام علمی: Polychelida) نام یک فروراسته از زیرراسته شنابران است.